# 旧西川家住宅

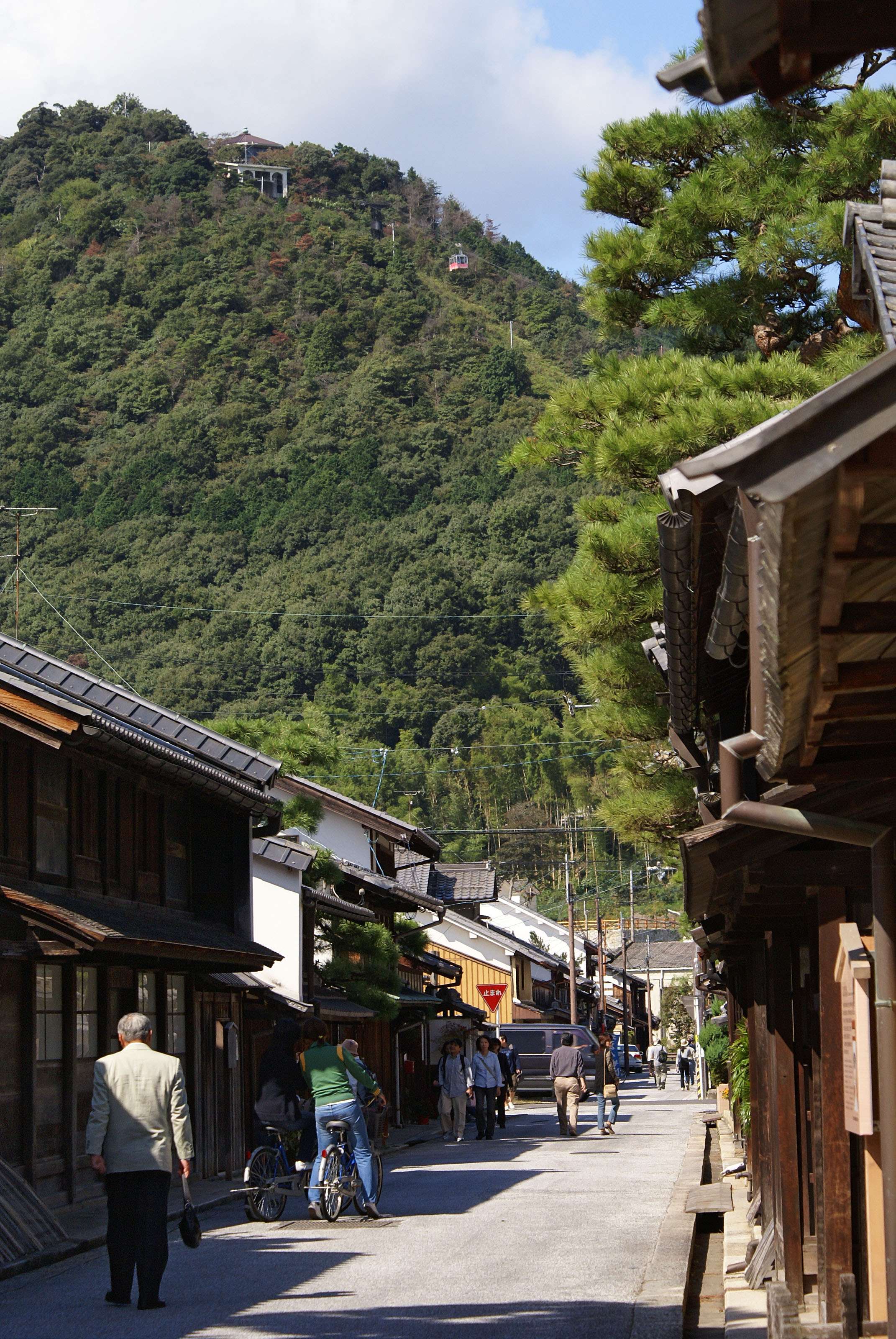
新町通り（左側手前が旧西川家住宅）

旧西川家住宅（きゅうにしかわけじゅうたく）は、滋賀県近江八幡市にある古民家。江戸時代から明治時代前半にかけて活躍した近江商人西川利右衛門の屋敷で、国の重要文化財に指定されている。

## 概要
1930年（昭和5年）に子孫が途絶えてからは土地と建物は市に寄贈され、郷土資料館・歴史民俗資料館・旧伴家住宅と併せて一般公開されている。また、建物は新町通りに面しており、八幡伝統的建造物群保存地区に含まれている。

## 歴史

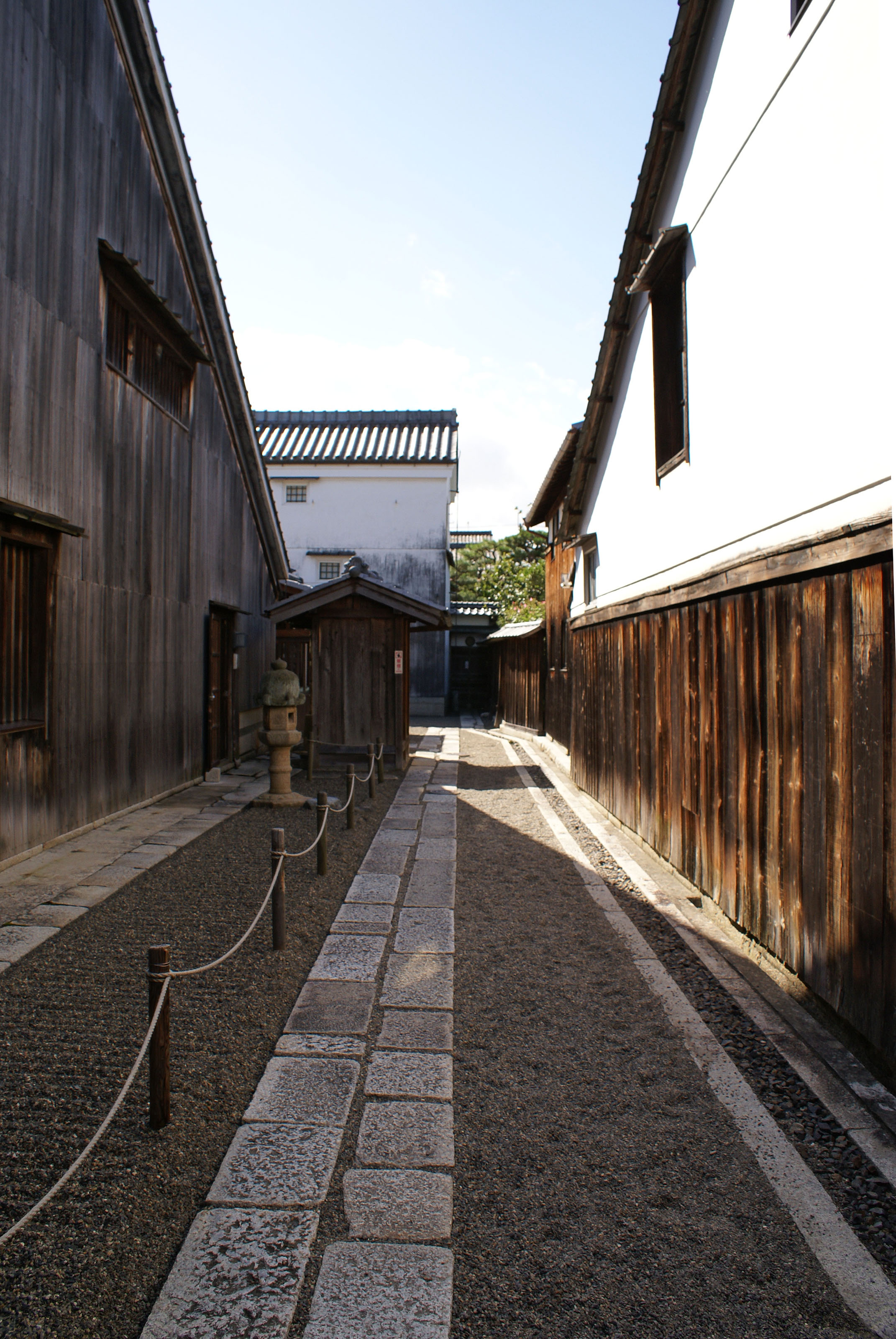
玄関への路地

西川利右衛門は屋号を大文字屋と称し、江戸・京都・大阪に店舗を構え、蚊帳・畳表などの商いで財を成した。西川家は初代から11代まで約300年にわたり活躍したが、1930年（昭和5年）に子孫が途絶え、土地と建物は市に寄贈された。現在の建物（主家）は3代目によって1706年（宝永3年）に建てられたもので、1983年（昭和58年）1月7日に国の重要文化財に指定され、1985年（昭和60年）10月より33か月の工期を経て改修された。
主屋は切妻造、瓦葺、一部2階建。南北に通る新町通りの西側に建つ。建物の下手（北側）は「店土間」「玄関土間」「台所土間」と続く通り土間とし、店土間の南と北の新町通りに面する側に板の間の「店」を設ける。「玄関土間」「台所土間」の南側には2列に居室を設け、さらに南側には庭園に面した座敷部を突出させる。全体に質素な意匠であるが、建築材料には良材を選んでいる。庭に建つ土蔵は、近世のものとしては珍しい3階建てである。
2014年（昭和26年）8月、台風11号の影響で土蔵の漆喰壁が剥がれ落ちた。

## 文化財
重要文化財
- 主屋（附:家相図1枚、箱入祈祷具1具）
- 土蔵（附:板札1枚、鬼瓦1個）

## 利用情報
- 開館時間 - 9時から16時30分（入館は16時まで）
- 休館日 - 月曜、祝日の翌日（月曜が祝日の場合は開館）
- 料金 - 大人500円、小中学生300円（歴史民俗資料館・市立資料館・旧伴家住宅4館共通）
- 駐車場 - 普通車5台

## 所在地
〒523-0871 滋賀県近江八幡市新町2-22

## 交通アクセス
- JR東海道本線（琵琶湖線）および近江鉄道八日市線（万葉あかね線）近江八幡駅から近江鉄道バスで小幡町資料館前停留所下車、徒歩2分。